# پدرو دلا روزا
پدرو دلا روزا (انگلیسی: Pedro de la Rosa؛ زادهٔ ۲۴ فوریهٔ ۱۹۷۱) یک اتوموبیل‌ران فرمول ۱ اهل اسپانیا است.